# Dihidroergocornina
La Dihidroergocornina es un alcaloide ergótico. Es uno de los tres componenentes del mesilato ergoloide junto a la dihidroergocristina y la dihidroergocriptina.